# Šestajovice (district de Prague-Est)
Pour les articles homonymes, voir Šestajovice.
Šestajovice (en allemand : Schestajowitz) est une commune du district de Prague-Est, dans la région Bohême-Centrale, en République tchèque. Sa population s'élevait à 4 113 habitants en 2024.

## Géographie
Šestajovice se trouve à la limite de la ville de Prague, à 18 km à l'est du centre-ville.
La commune est limitée par Prague au sud-ouest et à l'ouest, par Zeleneč au nord, et par Jirny à l'est et au sud-est.

## Histoire
La première mention écrite de la localité date de 1227.

## Transports
Par la route, Šestajovice se trouve à 9,5 km d'Úvaly, à 11,5 km de Brandýs nad Labem-Stará Boleslav et à 21,5 km du centre de Prague.